# José Luis Ferrer
José Luis Ferrer Rozalén fue un dibujante de cómic e ilustrador español (Barcelona, 1947-29 de octubre de 2012).

## Biografía
Ferrer comenzó su carrera en los años 60 trabajando para las editoriales Galaor y Toray en títulos como Batallas decisivas de la Humanidad, Hazañas del Oeste o Hazañas Bélicas. 
Se afilió luego a las agencias Bulls Press, Union Studio y Recreo, de tal forma que su trabajó se difundió en un sinfín de países: Alemania (Gespenster Geschichten y Bastei Fernseh-Comic para Bastei-Verlag), Reino Unido (Ant Wars, Robo Hunter y Tharg's Future Shocks para "2000AD"), Estados Unidos (Beyond the Grave, Ghost Manor, Creepy Things, Monster Hunters y Ghostly Haunts para Skywald Publications y Charlton Comics).
Murió a los 65 años de edad debido a un tumor cerebral.